# أساطير الإنكا

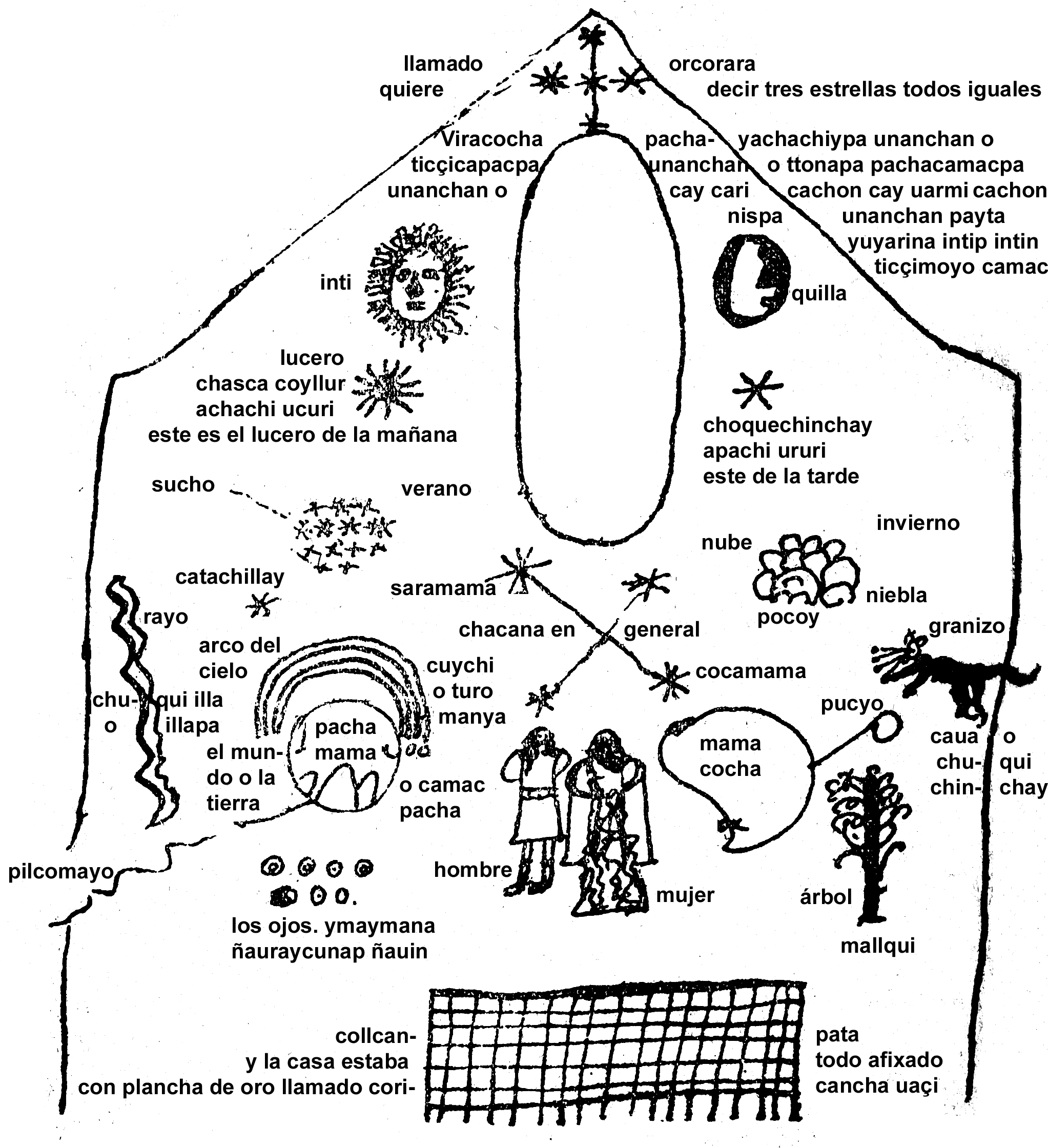
علم كونيات الإنكا

تشمل أساطير الإنكا قصصًا كثيرة وأساطير تحاول أن تشرح أو ترمّز معتقدات الإنكا.

## المعتقدات الأساسية
يوضح البحث الأكاديمي أن أنظمة الاعتقاد الإنكيّة كانت متكاملة مع نظرة الإنكيين إلى الكون، لا سيما الطريقة التي لاحظ فيها الإنكيون حركة درب التبّانة والنظام الشمسي كما كان يُرى من كُزكُو، وهي عاصمة الإنكا يعني اسمها مركز الأرض. من هذا المنظور، تصور قصصهم حركات الأبراج (المجموعات النجمية)، والكواكب السيّارة، وتشكيلات الكواكب، وكلّ هذا متعلّق بدوراتهم الزراعيّة. كان هذا مهمًّا جدًا للإنكيين، إذ كانوا يعتمدون على مواسم الزراعة الدائرية، التي لا تتصل حسب الدورات السنوية، بل بدورة زمنية أوسع منها (800 سنة في كل دورة). نُشِرت هذه الطريقة لمراقبة الزمان بهدف التوريث الثقافي للمعلومات الهامّة، بغض النظر عن تغيّر الأنظمة أو الكوارث المجتمعية.
قُرِئت كثير من الأساطير الإنكيّة من وجهة نظر أوروبية، فُصلت الأساطير الإنكية عن النظرة الكونية للإنكيين، وعن زراعتهم، فجُرِّدت هذه الأساطير من غناها ومن فعاليّتها العمليّة.
بعد احتلال إسبانيا لإمبراطوريّة الإنكا بواسطة فرانسسكو بيزارو، أحرق العاملون المستعمِرون سجلّات كان الإنكيّون يصونونها. وضع غاري أورتن نظريّة تقول إن الكُويبس يمكن أن يكون نظامًا ثنائيًا قادرًا على تسجيل المعطيات الصوتية والمنطقية. ولكن إلى اليوم، لم يُعلَم عن القوم شيءٌ إلّا ما سجّله الكهَنة، من أيقنة الإنكيين وتماثيلهم حتى خزفهم وعمارتهم، إلّا ما حملته الأساطير والقصص التي بقيت مع الشعوب الأصلية للأنديز.

## الأساطير الإنكيّة المؤسِّسة
كان مانكو كاباك مؤسس السلالة الحاكمة الإنكية في البيرو والسلالة الحاكمة الكُسكيّة في كُزكو. تتناقض الأساطير والتاريخ المحيطان به تناقضًا كبيرًا، لا سيما التي تتعلّق بدوره في كُزكو وأصوله. في إحدى القصص، كان ابنًا لويراكوكا. في قصة أخرى كان إله الشمس إنتي أخرجه من أعماق بحيرة تيتكاكا. لم يكن للعوامّ أن ينطقوا باسم فيراكوكا، وهو ما قد يفسّر الحاجة إلى ثلاث قصص مؤسسة لا واحدة.
كذلك فإن في وصول مانكو كاباك إلى السلطة أساطير كثيرة. في إحداها أن مانكو كاباك وأخاه باكا كاماك كانا ابنَيْ إله الشمس إنتي. كان يُعبَد مانكو كاباك بوصفه إله النار والشمس. في أسطورة أخرى؛ أُرْسِل مع مام أُكلو (وقيل مع إخوة آخرين) إلى بحيرة تيتيكاكا التي عادوا منها واستقروا في إزلا ديل سول. وفقًا لهذه القصة، فإن مانكو كاباك وإخوته كان قد أرسلهم إلى الأرض إلهُ الشمس، وأنهم خرجوا من كهف بوما أٌركو في باكاريك تامبو حاملين عصا ذهبية تسمّى «تاباك ياوري». وأوحِيَ إليهم أن يبنوا معبدًا للشمس في المكان الذي تنغرز فيه العصا في الأرض لتمجيد إله الشمس إنتي، أبيهم. في خلال رحلتهم خُدِع أحد إخوة مانكو (أيار كاشي) ليعود إلى بوما أركو ويبحر في داخله، أو أنه عاد إلى الثلج، لأنّ سلوكه الطائش الوحشي أغضب القبائل التي تحاول التسيّد والحكم.
في رواية أخرى للقصة، قيل إن الإخوة خرجوا من مياه بحيرة تيتيكاكا لا من كهفٍ في كُزكو. ولمّا كانت هذه الرواية متأخرة عن رواية باكاريتامبو فإنها ربما وُضِعت حيلةً لجلب قبائل أيمارا القويّة إلى تاوانتينسويو.
في قصة فيراكوكا الإنكيّة، كان مانكو كاباك ابن إنكا فيراكوكا من باكاريك تامبو الذي يبعد 25 كيلومترًا جنوبًا عن كُزكو. سكن هو وإخوته (أيار أوكا، وأيار كاشي وأيار أوشو) وأخواتُه (ماما أكلو وماما هواكو وماما راوا وماما كورا) قرب كزكو في باكاريك تامبو، فوحّدوا شعوبها والأيلو العشرة، ليبدؤوا غزواتهم لاحتلال قبائل وادي كزكو. تحوي هذه القصة كذلك بعصا ذهبيّة يُعتقَد أن أبا مانكو كاباك أعطاه إياها. تختلف الروايات، ولكن حسب واحدة منها، أن مانكو الصغير الحَسود خان إخوته وقتلهم وأصبح بعد ذلك حاكم كزكو.

## الآلهة
كالرومان، منع الإنكيّون الحضارات التي تبعتهم من البقاء على أديانها. من ضمنها كان هناك عدد من الآلهة التي عبدها أهل إمبراطورية إنكا، هذا ولكثير منهم مسؤوليات ومجالات متداخلة. يمكن افتراض أن هذه الآلهة كانت تعبدها قبائل متعددة أو أنها كانت معبودة في بعض الدول السابقة، ما لم يذكَر خلاف ذلك.
- آبو كان إله الجبال أو روحها. لكلّ جبلٍ مهمٍّ آبو خاصٌّ به، وبعضهم يقبل القرابين ليُبرز جوانب معينة من كينونته. امتازت بعض الصخور والكهوف كذلك بأن لها آبو خاصًا.[4]
- أتاغوتشو كان الإله الذي ساعد في أسطورة الخلق.
- كاتكيل كان إله الرعد والبرق.
- كافيلاس كانت الآلهة العذراء التي أكلت الثمرة، وكانت هذه حقيقةً نطفة كونيرايا إله القمر. عندما ولدت ابنها، طلبت إلى أبيه أن يتقدّم إلى الأمام. فلم يفعل، فوضعت ابنها على الأرض ليزحف إلى كونيرايا. كانت مخزيَّةً بسبب ضعف مكانة كونيرايا بين الآلهة، فركضت إلى شاطئ البيرو حيث حوّلت نفسها وابنها إلى صخرتين.
- تشاسكا (الزُّهَرة) أو تشاسكا كويلور (نجمة الزُّهَرة) كانت آلهة الشروق والشفق.
- كونيرايا كان إله القمر الذي جعل من نطفته ثمرةً أكلتها بعد ذلك كافيلاكا.
- كوباكاتي كانت آلهة بُحيرة.
- إكيكو كان إله الدفء والثراء. صنع القدماء دُمى تمثّله ووضعوا نُسخًا مصغرة من رغباتهم على الدمية، إذ كانوا يؤمنون أن هذا يجلب إلى فاعله ما أراد ورغب.
- إيلابا («الرعد والبرق»، وهو المسمّى آبو إيلابو، وإيلابا وكاتويلا) كان إلهًا شائعا للطقس كانت عطلته في 25 يوليو. وقيل إنه يحافظ على درب التبانة في إبريق ويستخدمه لبَدء الأمطار. ظهرَ رجلًا له ثياب لامعة، يحمل عصًا وصخورًا. كان قبل ذلك إله مملكة كولا التي سمّيت باسمها محافظة كولاسويو في إمبراطورية إنكا.
- إنتي كان إله الشمس. مصدر الدفء والضوء وحاميَ الناس. عُدّ إنتي أهمّ الآلهة. وكان يُعتَقَد أن أباطرة إنكا كانوا من نسل إله الشمس إنتي.
- كُن كان إله المطر والريح الآتية من الجنوب. كان ابنًا لإنتي وماما كيلا.
- ماما ألبا كانت إلهة الخصوبة المصوّرةِ بأثداء عديدة.
- ماما كوشا (أمّ البحر) كانت آلهة البحر والسمك، وحامية البحّارة والصيّادين. في بعض القصص كانت أمّ إنتي وماما كيلا، وكان أبوهما ويراكوكا.
- ماما باكا (المعروفة بـباكاماما) تعني إذا ترجمت حرفيًّا «الأمّ الطبيعة»، وهي أهمّ شخصيّة في الأساطير بعد الشمس. كانت زوجة باكا كاماك، وهو تنّين، وإله خصوبة كان يحكم الزرع والحصاد. كانت تزلزل الأرض.
- ماما كيلا («الأمّ القمر»، أو «الأم الذهبية»، كانت آلهة الزواج والاحتفال والقمر، وكانت أخت ويراكوكا وماما كوكا، وزوجة إنتي وأخته كذلك. كانت أمّ مانكو كاباك، وكُن وماما أُكلو.
- ماما سارا («أمّ الذرة»، وتسمّى ساراماما) كانت آلهة الحبوب والقمح. ارتبطت بالذرة لأنها تتكاثر على نحو متعدد أو لأنها كانت غريبة مثلها. كانت هذه النباتات الغريبة تُلبَس أحيانًا فتبدو وكأنها دُمى لماما سارا. كذلك فقد ارتبطت بأشجار الصفصاف.
- باكا كاماك («خالق الأرض») كان الإله الخالق المُفارِق، عبده قبل ذلك الإكما ولكنه بعد ذلك دخل أسطورة الخلق الإنكيّة.
- بارياكاكا كان إله الماء في الأساطير قبل الإنكية، ثمّ اتخذه الإنكيون إلهًا. كان إله العواصف المطرية وكان إلهًا خالقًا. وُلِد بارياكاكا عُقابًا ثمّ تحوّل إلى إنسان.
- باريسيا كان الإله الذي أرسل الطوفان ليقتل البشر الذين لم يجلّوه كما ينبغي. وربما كان هذا اسمًا آخر لباكا كاماك أو بارياكاكا.
- سُبَيّ كان إله الموت وحاكم أوكو باكا وسلالة الشياطين كذلك.
- أوركاغواري كان إله المعادن والجواهر والثروات الباطنية التي تحمل قيمة عظيمة.
- أوركوكيلاي كان الإله الذي يرعى الحيوانات.
- فيراكوكا كان إله كلّ شيء. كان في البدء الإله الرئيس، ثمّ عندما أصبح باكاكوتي إمبراطور إنكا، غيّر أهمّيّة هذا الإله، وجعل إله الشمس الإله الأهمّ.

## معتقدات مهمة
كانت مام أكلو أخت مانكو كاباك وزوجته. وكان يُعتَقَد أنها علّمت شعب الإنكا فنّ الغَزْل.
كان الماماكونات كالراهبات إذ سكنّ في حرَم المعبد. وكرّسن حياتهن لإنتي، وخدمنَ إنكا والكهَنة. كانت الفتيات النبيلات أو الجميلات الحسناوات يُدَرَّبْنَ أربعة سنين ليكنّ أكلّات ثمّ يكون لهنّ الخيار أن يصبحن ماماكونات أو يتزوّجن نبيلًا إنكيّا. يمكن مقارنتهنّ بالراهبات العذراوات في روما، على أن المجتمع الإنكيّ لم يعدّ العذريّة فضيلة كما عدّتها المجتمعات الغربيّة عبر التاريخ.
في إحدى القصص كان أونو باكاكوتي طوفانًا عظيمًا أرسله فيراكوكا ليدمّر العمالقة الذين بنوا تيواناكو.
كان الواكا شيئًا مقدّسًا جبلًا أو مومياء مثلًا.

## رموز إنكيّة
كاكانا (أو صليب إنكا) هو -وفقا لكتّاب حديثين- الصليب الثلاثيّ المكافئ لشجرة الحياة أو شجرة المعروفة في حضارات أخرى. يرتحل الشامان على محور مركزيّ إلى العالم السفلي أو إلى المستويات العالية التي تسكنها الآلهة العليّة ليسألها عن أسباب المصائب على الأرض. الثعبان والأسد الأمريكي والكندور (النسر الأمريكي) كانت تمثّل على الترتيب هذه المستويات الثلاثة. لا يدعم التراث العلميّ هذا المعنى المزعوم للكاكانا.